# 마치토

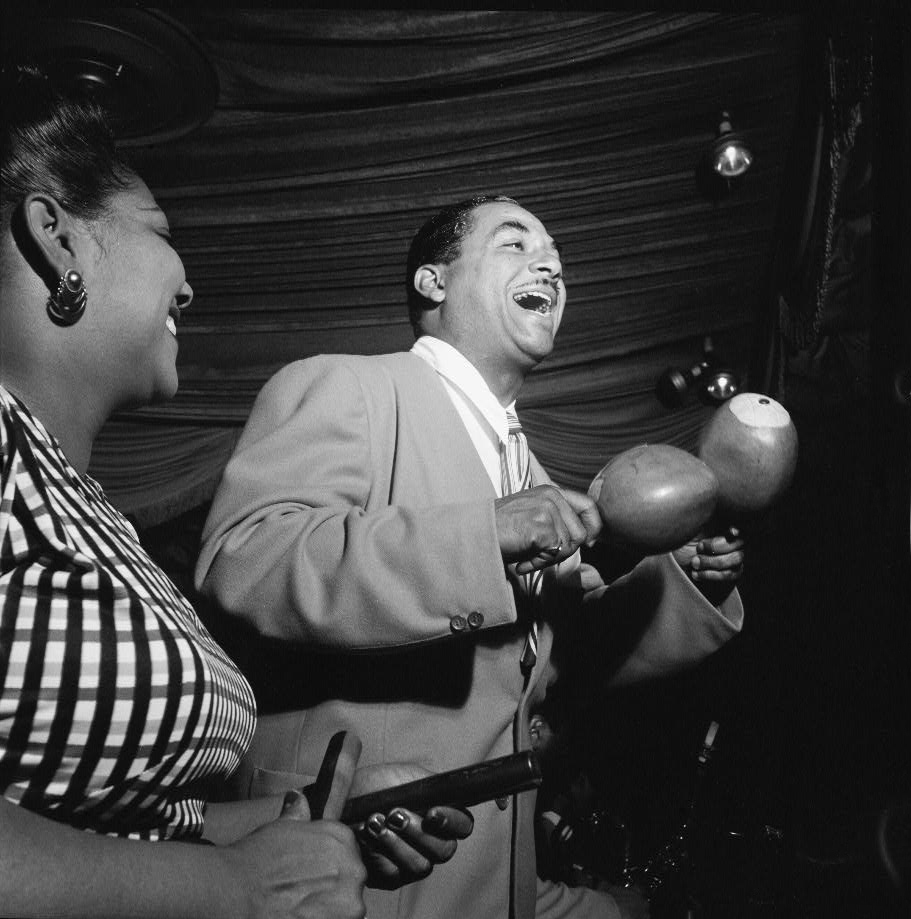

마치토(Machito, 1909년 ~ 1984년)는 미국의 가수로 미국 최고의 쿠번 오케스트라를 이끌고 활약한 사람이다. 본명은 라우르 그리지오이다. 미국 플로리다주 탐파에서 쿠바 인 양친 사이에서 태어났다. 얼마 후에는 아바나로 돌아가 그 곳에서 자랐다. 가수로의 활약이 시작된 후 곧바로 미국으로 건너가(1936년 경) 여러 악단에서 노래를 부른 뒤 1941년에 자신의 악단을 결성하였다. 재즈의 감각을 적당히 가미한 아프로 쿠번(Afro Cuban) 스타일의 연주로 인기가 높았다. 그리고 누이동생 그라셸라 페레스도 마치토의 악단에서 노래를 불렀다. 마치토의 악단은 언제나 박력 있는 최량의 쿠바 음악을 연주하며 약 25년 동안 높은 수준을 유지한 점은 칭찬을 받아야 한다.